# Койтайоки
Койтайоки, или Койтаёки (фин. Koitajoki) — река в России и Финляндии, протекает по территории Карелии (Суоярвский район) и Северной Карелии соответственно.
Берёт исток из озера Алинен-Айттоярви на высоте 179,2 м над уровнем моря. Устье реки находится в по правому берегу реки Пиелисйоки (бассейн реки Вуоксы). Длина российского участка реки составляет 48 км. По реке проходит российско-финская граница.
По левому берегу в реку впадают притоки:
- Сикапуро
- Кюляйоки, Васка
- Асумайоки
- Виексйоки
- река без названия, несущая воды озера Роуккенъярви, в которое впадает река Вуоттойоки.

На территории Финляндии в 1955 году на реке построена ГЭС Памилон мощностью 89 мегаватт.

## Данные водного реестра
По данным государственного водного реестра России относится к Балтийскому бассейновому округу, водохозяйственный участок реки — Реки Карелии бассейна Балтийского моря на границе России с Финляндией, включая озеро Лексозеро. Относится к речному бассейну реки Реки Карелии бассейна Балтийского моря.
Код объекта в государственном водном реестре — 01050000112102000010419.